# This Is Me
"This Is Me", skriven av Andy Dodd och Adam Watts, är den fjärde singeln från soundtracket till Camp Rock, en originalfilm på Disney Channel. Sången släpptes den 17 juni 2008 på iTunes. En live version inkluderas även i soundtracket till Jonas Brothers: The 3D Concert Experience och framförs även i filmen.

## Information om sången
Det här var den första sången som Demi Lovatos karaktär Mitchie Torres sjöng i Camp Rock med Joe Jonas karaktär Shane Gray. Torres skrev sången i början av filmen och senare hörde Gray henne sjunga den akustiskt när hon spelade piano, men han såg aldrig henne. Efter att ha hört henne bestämde han sig för att hitta tjejen med den fantastiska rösten. Vid sommarlägrets "Final Jam" sjöng Torres sången och fick senare sällskap av Gray på scenen när han såg henne, och han sjöng delar av sin sång "Gotta Find You". De två sångerna är kombinerade för att utgöra originalversionen av "This Is Me", som finns med på filmens soundtrack.
Demi Lovato spelade även in en spansk version av sången med titeln "Lo que soy" (betyder bokstavligt 'Vad jag är'). Den versionen finns med på deluxe-utgåvan av Lovatos album Don't Forget.

## Musikvideo
Musikvideon innehåller endast scener från filmen Camp Rock. Den hade premiär på Disney Channel den 12 juni 2008.

## Topplistor
| Chart (2008)                      | Peak position |
| --------------------------------- | ------------- |
| Australien (ARIA Charts)          | 46            |
| Europa (European Hot 100 Singles) | 43            |
| Irland (IRMA)                     | 27            |
| Italien (FIMI)                    | 2             |
| Kanada (Canadian Hot 100)         | 15            |
| Norge (VG-lista)                  | 12            |
| Portugal (Top Oficial da AFP)     | 30            |
| Schweiz (Schweizer Hitparade)     | 17            |
| Storbritannien (UK Singles Chart) | 33            |
| Tyskland (Media Control Charts)   | 36            |
| USA (Billboard Hot 100)           | 9             |
| USA (Billboard Pop 100)           | 80            |
| Österrike (Ö3 Austria Top 40)     | 18            |

### Topplistor vid årsskiftet
| Lista (2009)    | Position |
| --------------- | -------- |
| Ungern (Mahasz) | 109      |

## Lo que soy
"Lo que soy" är den spanska versionen av sången "This Is Me" från filmen Camp Rock. "Lo que soy" inkluderades i deluxe-versionen av Demi Lovatos album Don't Forget. Sången inkluderar texten från "Gotta Find You", men Joe Jonas sjunger inte.

### Musikvideo
Musikvideon visar när Demi spelar piano och sjunger och innehåller även scener från Camp Rock. Musikvideon visades på Disney Channel i Spanien, Portugal och andra länder i Sydamerika. Videon regisserades av Edgar Romero.

## Andra versioner
- Disney Girlz Rock, Vol. 2: Innehåller den akustiska förlängda versionen av sången, framförd av Demi Lovato.
- Jonas Brothers: The 3D Concert Experience: Filmens soundtrack innehåller en liveversion, framförd av Demi Lovato och Jonas Brothers.
- Disney Channel Playlist: Originalversionen finns med på det här samlingsalbumet, släppt den 9 juni 2009.
- Holly Hull singel: Hull fick spela in en version av sången som ett pris för att ha vunnit My Camp Rock, en serie på Disney Channel i Storbritannien, där deltagare tävlade om att få spela in en sång från Camp Rock och få göra en musikvideo till sången.
- Camp Rock Svenskt soundtrack: Den svenska version av sången sjöngs av Vendela Palmgren och What's Up under den svenska titeln "Här är jag".
- Lucie Jones från The X Factor framförde sången under den femte veckan (filmvecka) den 7 november 2009.[7]
- Under 2011 samplades sången av rapparen Bizzy Crook.